# 高橋健一 (陸上選手)
高橋 健一（たかはし けんいち、1973年1月16日 - ）は、日本の元陸上競技選手、陸上競技指導者。専門は長距離走。秋田県鹿角市出身。秋田県立花輪高等学校、順天堂大学卒業。ダイエーを経て富士通所属。身長172cm、体重55kg（現役当時）。世界陸上選手権エドモントン大会男子マラソン日本代表。ハーフマラソン元日本記録保持者。2001年第22回東京国際マラソン優勝者。富士通陸上競技部において2005年より長距離コーチ、2018年からは駅伝監督を務め、2022年監督に就任。

## 略歴・人物
大学時代は澤木啓祐監督の下で鍛え上げられ、箱根駅伝で4年生時には2区を走り渡辺康幸・ステファン・マヤカにつぐ区間3位の力走を見せるなど、茄子紺のユニフォームに袖を通し4年連続箱根路を駆けた。大学卒業後はダイエーへ入社、マヤカらと同僚であった。1998年3月同社陸上競技部休部に伴い、その後富士通へ移籍。
2000年の第44回全日本実業団対抗駅伝競走大会では6区（18.0km）を走り区間4位、富士通初優勝の一員となった。1月10日には東京ハーフマラソンで優勝、1時間00分30秒を記録し日本記録を12秒更新した。前半から抜け出し、20キロの通過が57分26秒となる猛烈なハイペースであった。
2001年の第45回全日本実業団対抗駅伝競走大会では2区（22.0km）を走り12人抜き、1時間01分36秒の区間新記録を樹立した。第22回東京国際マラソンでは2時間10分52秒で走り優勝。前半から尾方剛らと先頭集団を形成し、31キロ過ぎから独走となった。終盤には失速し目標としていた2時間10分切りはならなかったが、35キロまでは後輩・藤田敦史が持つ日本記録（当時）のラップタイムを上回る速さを見せた。
その後世界陸上日本代表に選出され、世界陸上選手権エドモントン大会には藤田敦史・油谷繁・西田隆維・森下由輝と出場。しかし本番出走前に故障の影響により、2時間24分04秒の26位に終わった。日本代表としては団体銀メダルを獲得している。
その他、1997年に甲佐10マイルロードレース、1996年・2000年の熊日30キロロードレースを優勝。2000年の唐津10マイルロードレースでは新宅雅也の持つ日本記録に8秒差と迫る45分48秒で優勝を飾るなど、いずれも日本記録に迫る速さを見せた。2005年には日本代表として第33回世界クロスカントリー選手権に出場した。 競技生活現役を退いた後は2005年より富士通陸上競技部長距離コーチに就任。2018年に駅伝監督に就任。2020年のニューイヤー駅伝の優勝に貢献している。2022年より陸上競技部監督に就任している。
「駅伝男」「30キロまでの日本最強」と呼ばれその名に違わぬロードでの強さを見せた。
後輩である三代直樹は高橋の練習について、「尋常じゃない量と質の練習」と語っている。花輪高校の先輩に浅利純子、後輩には松宮隆行・祐行双子兄弟がいる。夫人は小出正子であり、小出義雄は義父にあたる。

## 自己記録
- 10000m - 28分11秒18（1999年 兵庫リレーカーニバル）
- 10マイルロード - 45分48秒（2000年 第40回唐津10マイルロードレース大会）
- ハーフマラソン - 1時間00分30秒（2000年）
- マラソン - 2時間10分51秒（2001年）